# Referendum o ustavnoj definiciji braka u Hrvatskoj
Referendum o ustavnoj definiciji braka, kolokvijalno Referendum o braku, održan je u Hrvatskoj 1. prosinca 2013., a na njemu su se državljani RH izjasnili žele li da se u Ustav Republike Hrvatske prenese definicija iz postojećeg Obiteljskog zakona, kako je brak zajednica žene i muškarca. Gotovo dvotrećinska većina izašlih birača poduprla je referendumsko pitanje te time unijela u Hrvatski Ustav definiciju „Brak je životna zajednica žene i muškarca”. Izlaznost je bila 37,90 %.
Građanska inicijativa U ime obitelji 14. lipnja 2013. predala je Hrvatskomu saboru 749 316 potpisa građana za pokretanje referenduma. Hrvatski sabor izglasao je raspisivanje referenduma o definiciji braka 8. studenoga 2013. Referendum o ustavnoj definiciji braka je treći referendum u samostalnoj Hrvatskoj, i prvi koji se raspisao na temelju prikupljenih potpisa državljana. Prvi referendum bio je referendum o hrvatskoj samostalnosti 1991., a drugi referenduma o pristupanju Hrvatske Europskoj uniji.

## Ustavnost referenduma

### Potvrda Hrvatskoga sabora
Hrvatski je Sabor donio 8. studenoga 2013. Odluku o raspisivanju državnog referenduma, te je glasovanjem donio odluku kojom se odbija prijedlog Ustavnog suda da Hrvatski sabor postupi po članku 95. Ustavnog zakona i podnese zahtjev Ustavnom sudu u vezi s dva pitanja: je li sadržaj referendumskog pitanja u skladu s Ustavom i jesu li ispunjene ustavne pretpostavke za raspisivanje državnog referenduma. Time je Hrvatski sabor izrazio svoju pravnu volju da sadržaj referendumskog pitanja o definiciji braka smatra suglasnim s Ustavom i da potvrđuje kako su ispunjene ustavne pretpostavke za raspisivanje referenduma o tom pitanju.

### Potvrda Ustavnog suda RH
Ustavni sud Republike Hrvatske u svojemu priopćenju je naglasio: Danas je u svim relevantnim međunarodnim dokumentima o ljudskim pravima još uvijek općeprihvaćeno da brak i obiteljski život nisu niti istoznačnice niti su istovjetni pravni instituti. Dostatno je podsjetiti samo na dva za Republiku Hrvatsku pravno obvezujuća i izravno primjenjiva dokumenta o ljudskim pravima:
- Članak 12. Konvencije za zaštitu ljudskih prava i temeljnih sloboda

Pravo na sklapanje braka U dobi kad postanu sposobni za brak, muškarac i žena imaju pravo stupiti u brak i osnovati obitelj, u skladu s domaćim zakonima koji uređuju ostvarenje tog prava.
- Članak 9. Povelje o temeljnim pravima Europske unije

Pravo na sklapanje braka i pravo na osnivanje obitelji Jamči se pravo na sklapanje braka i pravo na osnivanje obitelji u skladu s nacionalnim zakonima koji uređuju ostvarenje tih prava.
Nadalje i hrvatsko je zakonodavstvo usklađeno s referendumskim pitanjem, Obiteljski zakon i Zakon o istospolnim zajednicama, što se u priopćenju jasno iskazuje: Pregled domaćeg zakonodavstva pokazuje da je postojeće pravno uređenje braka kao životne zajednice žene i muškarca, uz istodobno pravno priznavanje, s odgovarajućim pravnim učincima, istospolnih zajednica, u okvirima današnjih europskih pravnih standarda koji su obrazloženi u točki 6.3. ovog priopćenja.
Prva rečenica zadnje sadržajno bitne točke priopćenja glasi: S materijalno-pravnog aspekta relevantno je to da Republika Hrvatska pravno priznaje i brak, i izvanbračnu zajednicu, i istospolnu zajednicu, i da je hrvatsko pravo danas usklađeno s europskim pravnim standardima kad je riječ o institutima braka i obiteljskog života.

## Referendumsko pitanje
Referendumsko pitanje je glasilo: 
Jeste li za to da se u Ustav Republike Hrvatske unese odredba po kojoj je brak životna zajednica žene i muškarca?

## Tijek kampanje

### Zagovornici stava protiv
Zagovornici stava "protiv" naveli su kako je Željka Markić, kao čelna osoba kampanje "U ime obitelji", nastupila u svim relevantnim političkim emisijama u elektronskim medijima. Vlada Republike Hrvatske snimila je spot podupirući opciju "protiv", ali je odustala od njegovog prikazivanja uz objašnjenje kako Vlada nije strana u referendumu, niti ga je svojom politikom izazvala, niti je razmišljala o legalizaciji istospolnih brakova. Novi list objavio je da se za snimanje članova Vlade u kampanji "protiv" nisu trošila sredstva državnog proračuna. Osim Vlade RH, kampanji protiv referenduma, pridružili su se i europarlamentarci Ulrike Lunacek i Michael Cashman.

### HRT-ova zabrana zaposlenicima
Nasuprot tome, Ravnateljstvo HRT-a svim je zaposlenicima zabranilo isticanje osobnoga stava u javnosti, pa i putem osobnih profila na društvenim mrežama, prijeteći im otkazima. Zagovornici stava „protiv” istaknuli su da je ta mjera usmjerena ponajprije protiv njihove kampanje, budući su u javnosti do tada istupili gotovo isključivo zaposlenici sa stavom „protiv”. Izvršni odbor ogranka Hrvatskog novinarskog društva osudio je takvu odluku Ravnateljstva HRT-a kao „kršenje temeljnih ljudskih prava o slobodi govora”. Kampanja, „Građani glasaju Protiv”, također je prozvala HRT zbog neuravnoteženog pristupa predreferendumskoj kampanji. Prema njihovim navodima, HRT je zabranio prikazivanje emisije s gay gostima, te nije osigurao jednaku zastupljenost stavova obiju strana u religijskom programu, koji je, prema njihovim tvrdnjama, „otvoreno i u potpunosti promicao stajališta opcije 'za'.”

### Kritike o neravnomjernoj kampanji
Prema navodima Hrvatskog helsinškog odbora, mediji u Hrvatskoj nisu dali odgovarajući protuprostor javnim osobama koje bi se izjasnile za opciju „za”, te su plasirajući izjave onih koji su se opredijelili za opciju „protiv” idejno stigmatizirali i ponižavali osobe s drukčijom opcijom.
Prema rezulatima analiza nakon referenduma koje je prenijela dr. Željka Markić gostujući u emisiji 'U mreži prvog', pokazalo se da je na prvom narodnom referendumu oko 90 % medija, od kojih se mnogi financiraju novcem poreznih obveznika, negativno referiralo na Referendum o braku, a gotovo 70 % građana na referendumu je tome dalo pozitivan glas. Rezultat pokazuje očit nerazmjer između izvještavanja medija i volje građana. Uz to je navela da su »LGBT portali« Crol.hr i VoxFeminae „govorom mržnje napadali” udrugu U ime obitelji i sve koji su se zalagali za to da je brak zajednica muškarca i žene. Istaknula je i izjavu Zdenka Duke da „sad novce dobivaju naši, a kad se vlast promijeni onda će novce dobivati vaši”. Ondašnje je Ministarstvo kulture tada prvi put dodjeljujući sredstva dodijelilo uglavnom portalima koji su bili na strani antireferendumske kampanje. Markić je iznijela i da su „članovi Povjerenstva pisali na portalima kojima su dodijeljena sredstva, bili njihovi članovi i urednici”. »LGBT portali«, tvrdi ona, dobili su sredstva »u iznosima stotina tisuća kuna«, dok portal Narod nije dobio potporu Povjerenstva za neprofitne medije.

## Ishod referenduma
Prema službenim rezultatima Državnoga izbornog povjerenstva državljani Republike Hrvatske glasovali su sa 65,87 % za i 33,51 % protiv.
Referendumu je pristupilo 1 436 835 državljana, odnosno 37,90 % birača registriranih za izlazak na referendum.
Na općinskoj razini, izvan općina u Istarskoj, Primorsko-goranskoj, Varaždinskoj i Međimurskoj županiji, referendumska inicijativa je naišla na odbijanje isključivo unutar određenih općina gdje su Srbi u Hrvatskoj činili većinu. Te općine uključivale su Negoslavce, Borovo, Trpinju, Markušicu, Jagodnjak, Vrhovine, Ervenik i Civljane. Unatoč niskom odazivu u tim područjima, na ishod u tim sredinama značajno je utjecala takozvana inicijativa za referendum o uporabi ćirilice, koja je imala za cilj ograničiti službenu uporabu manjinskih jezika u Hrvatskoj. Ta inicijativa kasnije je proglašena neustavnom.
| Županija                            | Broj birača | Odaziv    | %       | Za      | %       | Protiv  | %       | Nevažeći | %      |
| ----------------------------------- | ----------- | --------- | ------- | ------- | ------- | ------- | ------- | -------- | ------ |
| Bjelovarsko-bilogorska županija     | 101 963     | 32 102    | 31,48 % | 22.539  | 70,21 % | 9 377   | 29,21 % | 183      | 0,57 % |
| Brodsko-posavska županija           | 141 318     | 46 880    | 33,17 % | 37.409  | 79,80 % | 9 183   | 19,59 % | 274      | 0,58%  |
| Dubrovačko-neretvanska županija     | 108 560     | 44 461    | 40,96%  | 34.286  | 77,11%  | 9 860   | 22,18%  | 309      | 0,70%  |
| Istarska županija                   | 188 845     | 59 483    | 31,50 % | 24 427  | 41,07%  | 34.634  | 58,23%  | 402      | 0,68%  |
| Karlovačka županija                 | 117 383     | 41 658    | 35,49%  | 28.633  | 68,73%  | 12 733  | 30,57%  | 286      | 0,69%  |
| Koprivničko-križevačka županija     | 95 272      | 30 944    | 32,48%  | 21.232  | 68,61%  | 9 552   | 30,87%  | 160      | 0,52%  |
| Krapinsko-zagorska županija         | 109 529     | 33 129    | 30,25%  | 23.754  | 71,70%  | 9 147   | 27,61%  | 225      | 0,68%  |
| Ličko-senjska županija              | 47 645      | 12 005    | 25,20%  | 9.544   | 79,50%  | 2 379   | 19,82%  | 82       | 0,68%  |
| Međimurska županija                 | 95 996      | 29 657    | 30,89%  | 16.138  | 54,42%  | 13 329  | 44,94%  | 184      | 0,62%  |
| Osječko-baranjska županija          | 263 073     | 89 991    | 34,21%  | 64.078  | 71,20%  | 25 437  | 28,27%  | 440      | 0,49%  |
| Požeško-slavonska županija          | 68 364      | 23 879    | 34,93%  | 18.828  | 78,85%  | 4 886   | 20,46%  | 165      | 0,69%  |
| Primorsko-goranska županija         | 268 981     | 95 735    | 35,59%  | 44 178  | 46,15%  | 51.028  | 53,30%  | 502      | 0,52%  |
| Sisačko-moslavačka županija         | 155 929     | 46 749    | 29,98%  | 32.046  | 68,55%  | 14 413  | 30,83%  | 282      | 0,60%  |
| Splitsko-dalmatinska županija       | 405 274     | 176 712   | 43,60%  | 137.281 | 77,69%  | 38 343  | 21,70%  | 1 015    | 0,57%  |
| Šibensko-kninska županija           | 106 405     | 35 360    | 33,23%  | 26.216  | 74,14%  | 8 915   | 25,21%  | 219      | 0,62%  |
| Varaždinska županija                | 146 011     | 50 226    | 34,40%  | 30.885  | 61,49%  | 18 985  | 37,80%  | 337      | 0,67%  |
| Virovitičko-podravska županija      | 73 296      | 23 337    | 31,84%  | 17.380  | 74,47%  | 5 806   | 24,88%  | 148      | 0,63%  |
| Vukovarsko-srijemska županija       | 160 278     | 49 670    | 30,99%  | 40.128  | 80,79%  | 9 226   | 18,57%  | 301      | 0,61%  |
| Zadarska županija                   | 165 572     | 55 922    | 33,78%  | 42.342  | 75,72%  | 13 169  | 23,55%  | 408      | 0,73%  |
| Zagrebačka županija                 | 271 178     | 107 814   | 39,76%  | 75.274  | 69,82%  | 31 927  | 29,61%  | 564      | 0,52%  |
| Grad Zagreb                         | 686 646     | 337 639   | 49,17%  | 188.757 | 55,90%  | 146 859 | 43,50%  | 1 661    | 0,49%  |
| Inozemstvo                          | 13 482      | 13 482    | 100,00% | 11 078  | 82,17%  | 2 346   | 17,40%  | 49       | 0,36%  |
| UKUPNO                              | 3 791 000   | 1 436 835 | 37,90%  | 946 433 | 65,87%  | 481 534 | 33,51%  | 8 196    | 0,57%  |
| Izvor: Državno izborno povjerenstvo |             |           |         |         |         |         |         |          |        |

| 65,87 % | 33,51 % |  |
| Za      | Protiv  |  |

## Odjek
U komentaru koji je napisao Associated Press stajalo je sljedeće: „Rezultati referenduma pokazuju da su desničarske i konzervativne snage u Hrvatskoj ojačale u jeku duboke ekonomske krize i raširene nezaposlenosti”. U istom članku Associated Press (AP) naveo je da prema njihovom mišljenju da je referendum o braku uspio duboko podijeliti Hrvatsku oko pitanja jednakosti sklapanja braka između raznospolnih i istospolnih parova. AP je naglasio i snažan utjecaj Katoličke crkve u Hrvatskoj kod organizacije kampanje oko referenduma. Ovaj komentar Associated Pressa u cjelini ili s malim preinakama prenijele su mnoge svjetske novinske agencije: BBC, Reuters, France presse, APA, ABC, Washington Post, Al Jazeera i Russia Today.
Hrvatsku su prozvali u točki 165. Godišnjeg izvješća o ljudskim pravima i demokraciji u svijetu za 2013. i politici Europske unije u tom području, čiji je predstavljač talijanski zastupnik Pier Antonio Panzeri iz stranke Progresivnog saveza socijalista i demokrata. Izvješće kritizira referendum o braku u Hrvatskoj i Slovačkoj, članicama EU, “žali” ustavnu definiciju braka u Makedoniji te nameće izjednačavanje braka i istospolne veze u cijeloj EU tako da „potiče institucije EU-a i države članice da i dalje pridonose razmatranju priznavanja istospolnih brakova ili istospolnih građanskih zajednica”. Hrvatski europarlamentarci Marijana Petir, Andrej Plenković, Ruža Tomašić i Davor Ivo Stier reagirali su plenarnoj sjednici 12. ožujka 2015. na Panzerijev tekst, ukazali na pogrješke, propuste i neprimjereno miješanje u unutarnje stvari članice te zatražili brisanje spornoga teksta. Naglasili su da je prema načelu supsidijarnosti pravna regulacija za zaštitu ljudskog života kao i reproduktivno zdravlje prepuštena državama članicama te da bi isto načelo moralo vrijediti u odnosima s državama izvan EU-a, tj. da se ne smije drugim narodima nametati rješenja koja s pravom neeuropski narodi uglavnom odbacuju kao ideologiju otpada i nepoštivanja temeljnog prava na život. Izvješće Panzeri u nekim svojim djelovima izašlo je izvan predviđenih okvira za izvješće o stanju ljudskih prava u svijetu te se miješa u unutarnja pitanja država članica koje prema načelu supsidijarnosti imaju nadležnost samostalno odlučivati o pitanjima braka i obitelji. Autor izvješća nije prepoznao inicijativu hrvatskih građana da aktivno sudjeluju u političkim procesima svoje zemlje i utječu na odluke koje su njima važne. Izvješće se također doticalo Slovačke i Litve, u nekoliko drugih članaka poput 135.,136. i 164. spominje pitanja obiteljske, zdravstvene i reproduktivne politike poput pobačaja i istospolnih brakova, koji su također u punoj nadležnosti zemalja članica. Hrvatski europarlamentarci nisu bili jedinstveni u nastupu. Jozo Radoš iz stranke HNS podupro je usvajanje spomenutih spornih odredaba u završnoj verziji Izvješća.
Odgovori hrvatskih europarlamentaraca i građanska peticija na platformi za građanske akcije CitizenGo koja je prikupila preko 156 000 potpisa postigla je uspjeh te je iz Izvješća Panzeri, koji je Godišnje izvješće o ljudskim pravima i demokraciji u svijetu za 2013. i politici Europske unije u tom području, izbrisano vrijeđanje Hrvatske i referenduma o braku tj. članak koji je osuđivao Hrvatsku i referendum o braku, lažno stavljajući referendum u kontekst nesnošljivosti i diskriminacije.

### Slične inicijative i referendumi u drugim zemljama
U Švicarskoj su vlasti odlučile poduprijeti narodnu inicijativu „Za brak i obitelj – protiv nepravde prema bračnim parovima”, koju je pokrenula stranka desnog centra – Demokršćanska narodna stranka. Za razliku od Sabora i Vlade u Hrvatskoj, Federalno vijeće i Federalna skupština (izvršno odnosno zakonodavno tijelo) stali su uz inicijativu koja je bila gotovo identična kao i ona od U ime obitelji. Vlada je listopada 2013. bila podržala prijedlog te inicijative i predložila parlamentu raspisati referendum. Na zahtjev 120 000 građana Federalna skupština Švicarske Konfederacije donijela je 19. lipnja 2015. odluku o održavanju referenduma o ustavnoj zaštiti braka kao trajne zajednice muškarca i žene te kao ekonomske zajednice koja se ne smije tretirati nepovoljnije od ostalih načina života. "Za brak i obitelj – protiv nepravde prema bračnim parovima" prikupila je do studenoga 2012. 120 161 potpis građana za unošenje amandmana u ustav, radi zaštite bračnih parova od višegodišnje ekonomske diskriminacije jer moraju plaćati veći porez od neoženjenih parova i radi ustavne zaštite braka kao „trajne zajednice žene i muškarca”. U Federalnoj skupštini za ovu odluku o raspisivanju referenduma glasovalo je 25 zastupnika Vijeća država (Ständerat), gornjega doma parlamenta, a 20 protiv, te 107 zastupnika Nacionalnog vijeća (Nationalrat), donjega doma, a 85 protiv.
Hrvatski referendum o ustavnoj definiciji braka pokrenuo je lančanu reakciju diljem Europe. U Slovačkoj je Udruga „Savez za obitelj“ (Aliancia za rodinu) pokrenula je referendum o braku koji es održao 7. veljače 2015., na kojem su se birači s 94,5% izjasnili da ni jedna zajednica, osim zajednice muškarca i žene, ne može se nazvati bračnom, s 92,43% da homoseksualnim osobama i grupama ne bi trebalo dopustiti posvajanje, a potom i odgajanje djece te s 90,32% da škole ne mogu zahtijevati od djece da sudjeluju u obrazovanju koje se odnosi na spolno ponašanje i eutanaziju, ako se roditelji i sama djeca ne slože sa sadržajem obrazovanja.
Referendum o ustavnoj redefinicija braka kao zajednice žene i muškarca održan je u Irskoj 22. svibnja 2015. Na referendumu je 62,1 posto građana Irske podržalo istospolne brakove. Za redefiniciju su bile četiri glavne političke stranke, a protiv brojne građanske udruge, udruge i organizacije za promicanje života i zaštitu obitelji, Katolička crkva i razne vjerske zajednice.
U Latviji je 18. lipnja 2015. parlament Seima izglasovao je amandmane na Zakon o obrazovanju te time u obrazovni sustav uveo obaveznu „naobrazbu za vrline”, „koja odgovara vrijednostima sadržanima i zaštićenima u latvijskom ustavu, kao što su posebno brak i obitelj”. Amandman je podnijela oporbena zastupnica Julija Stepanenko. Usvojiili su ga sa 64 glasa za i 12 glasova protiv (od ukupno 100 zastupnika) te ga je poduprlo 5 od 6 parlamentarnih stranaka. Važno je napomenuti da je u latvijskom ustavu definirano da će „država štititi i podupirati brak – zajednicu između muškarca i žene, obitelj, prava roditelja i prava djeteta. Država će osigurati posebnu pomoć djeci s invaliditetom, djeci ostavljenu bez roditeljske skrbi i koja su pretrpjela nasilje” (čl. 110.). Isti su dan izglasovali i amandman o zaštiti učenika od štetnih informacija i odgojno-obrazovnih metoda koji ne služe svrsi moralnog razvoja učenika, odnosno koji bi na njihov moralni razvoj mogle negativno utjecati. Latvijski novi zakonski paket odredio je da vlada mora donijeti smjernice za provedbu odgoja za vrline u školama te odrediti postupak evaluacije i procjene usklađenosti nastavnih materijala i odgojno-obrazovnih metoda sa Zakonom o obrazovanju.
U Finskoj je dva puta Odbor za pravne poslove Finske glasovao o ovome. Ožujka 2013. odbio ga je glasovanjem 9 naprama 8 glasova, a usprkos pritiscima, 6. srpnja 2014. i po drugi put odbio je zakon o istospolnim brakovima, ovog puta s 10 prema 6 glasova. No, finski parlament očekivao je raspravu o tomu istom zakonu jeseni 2014. zato što je inicijativa zagovornika istospolnog braka, peticijom nazvanom Inicijativa građana, okupila 166 tisuća potpisa, zbog čega je parlament bio obvezan razmotriti to pitanje. Finski parlament je 12. prosinca 2014. tijesnom većinom od 101:90 odobrio zahtjev te građanske inicijative, a redefinicija je trebala stupiti na snagu u 2017. godine. Travnja 2015. promijenio se sastav parlamenta, a uskoro je druga finska građanska inicijativa, koju je pokrenula „Udruga za pravi brak”, prikupila u manje od 6 mjeseci, do 18. srpnja 2015., više od potrebnih 50 000 potpisa građana i time je na dnevni red odlučivanja finskoga parlamenta stavila zakon kojim se ukida redefinicija braka.
U Sjevernoj Irskoj 2. studenoga 2015. peti je put Zakonodavna skupština odbacila je prijedlog redefinicije braka, jer prijedlog nije dobio potrebnu većinu. Prethodno glasovanje o tome bilo je 27. travnja 2015. godine.
Građansku inicijativu kojoj je cilj ustavno zaštiti brak kao zajednicu muškarca i žene pokrenut je u Rumunjskoj 25. studenoga 2015. godine, s ciljem da se u ustavnom članku 48. amandmanom zamijeni riječ „supružnici” riječima „muškarac i žena”. Izmijenjeni bi članak tad glasio: „Obitelj se zasniva na slobodnom braku između muškarca i žene, njihovoj punoj jednakosti i pravu i dužnosti roditelja da osiguraju odgoj i obrazovanje svoje djece.”
Predstavnici Mađarske i Poljske su na sastanku Vijeća Europske unije za pravosuđe i unutarnje poslove održanomu 3. prosinca 2015. odbacili Uredbe o stvarima bračnoimovinskih režima te o stvarima koje se odnose na imovinske posljedice registriranih partnerstava, čime su spriječili nametanje učinaka životnoga partnerstva u cijeloj Europskoj uniji. Da su ove uredbe prošle, svaka bi članica EU morala priznati učinke životnog partnerstva u imovinsko-pravnim odnosima životnih partnera, bez obzira jesu li same uopće izglasovale zakone o životnom partnerstvu ili ne.
Od 2013. Armenija je bila u procesu donošenja novoga ustava. Nacrt Ustava trebao je biti gotov krajem kolovoza 2015., nakon čega su predvidjeli da se da armenskome parlamentu pa se uz moguće amandmane i promjene da Armencima na usvajanje ili odbacivanje na referendumu u studenom. Novi nacrt objavljen je 4. kolovoza 2015., a u njemu je u čl. 34 bilo definirano da svi „punoljetni muškarci i žene imaju pravo na sklapanje braka između sebe i osnivanje obitelji, sukladno svojoj slobodnoj volji”. Referendum je održan 6. prosinca 2015., izašlo je 50,51 % registriranih birača, a provedbi ustavnih reformi potporu je dalo 63,35 % birača i time je u Armeniji brak muškarca i žene zaštićen Ustavom. Odredbe su dijelom preuzeli iz Opće deklaracije o pravima čovjeka (čl. 16.), a u novome ustavu dodana je klauzula „između sebe” („punoljetni muškarci i žene imaju pravo na sklapanje braka između sebe”), čime se, kako je izjavio predsjednik Komisije za izradu ustava Vardan Poghosjan, brak jasno zaštitio od redefinicije.
U Sloveniji se 20. prosinca 2015. održao referendum o zakonskom izjednačenju prava istospolnih parova i heteroseksualnih veza muškarca i žene, uključujući pravo na vjenčanje pred matičarem, pravo nasljeđivanja, i pravo na usvajanje djece. Raspravljani zakon o bračnoj zajednici i obiteljskim odnosima već su prihvatili u parlamentu početkom 2015., a protivile su mu se konzervativne stranke i udruge bliske Katoličkoj Crkvi, koje su pokrenule referendum. Jedan zakon kojim su se proširile ovlasti istospolnih parova slovenski su birači odbili tijesnom većinom tri godine prije. Na referendum je izašlo 36 posto birača. Protiv je glasovalo 392 000 birača, a 225 000 za izjednačavanje istospolne veze i braka te su slovenski birači time odbacili odluku parlamenta.
U Gruziji su učinci bili 2014. godine. Potaknut hrvatskim i latvijskim primjerom, ondašnji premijer iz gruzijske vladajuće koalicije Irakli Garibašvili je na sjednici vlade 2014. godine predložio promjenu gruzijskoga ustava pri čemu bi u ustav ušla definicija da je brak zajednica muškarca i žene. Kao pozitivan primjer naveo je Latviju te Hrvatsku. Udruga „Gruzijsko demografsko društvo” 21. je studenoga 2015. sastavila nacrt ustavnih promjena za zaštitu braka te predložila i zagovarala njihovo usvajanje. Uz 76 glasova vladajuće koalicije „Gruzijski san – demokratska Gruzija”, potporu su dale i neke oporbene stranke, a načelno se protivila jedna stranka koalicije. Premijer Giorgi Kvirikašvili izrazio je mišljenje da je brak važna vrijednost i da mu se zaštita mora zajamčiti na razini ustava zemlje. Ministrica pravosuđa, Tea Culukiani izrazila je mišljenje da se brakove mora osnažiti.
U Rumunjskoj je građanska inicijativa „Koalicija za obitelj” pokrenula promjenu Ustava kako bi se brak definirao kao zajednica muškarca i žene. Peticiju je potpisalo tri milijuna građana. Ustavnost zahtjev potpisnika rumunjski Ustavni sud potvrdio da je 2016. Dana 9. svibnja 2017. Zastupnički dom rumunjskog Parlamenta izglasovao s 232 glasa za od ukupno 270 (22 protiv, 13 suzdržanih, 3 nisu glasovali) izmjenu ustava te zemlje tako da se brak definira kao zajednica jednog muškarca i jedne žene te također za jačanje prava roditelja. Prema prijedlogu građanske inicijative, revidirao bi se članak 48 stavak 1 rumunjskog ustava. Glasio bi: „Obitelj je utemeljena na slobodno sklopljenom braku između jednog muškarca i jedne žene, na njihovoj potpunoj jednakosti te na pravu i dužnosti roditelja da osiguraju odgoj i obrazovanje djece.”

## Spomen
Dokumentarni film redateljice i scenaristice Ljiljane Bunjevac Filipović Referendum (2013.) prikazao je kako je ovo pitanje podijelilo dio Hrvatske.
O desetgodišnjici referenduma u Hrvatskom saboru održan je okrugli stol „10 godina od narodnog referenduma o braku. Osvrt na prošlost i poučci za budućnost”. U prosincu 2023. Hrvatska pošta izdala je prigodni žig s motivom referenduma.